# Scymnodon
Scymnodon – rodzaj ryb chrzęstnoszkieletowych z rodziny Somniosidae.

## Rozmieszczenie geograficzne
Do rodzaju należą gatunki występujące w wodach oceanów – Indyjskiego, Atlantyckiego i Spokojnego.

## Morfologia
Długość ciała 110–170 cm.

## Systematyka
Rodzaj zdefiniowała w 1864 roku para portugalskich zoologów José Vicente Barbosa du Bocage i Félix António de Brito Capello w artykule poświęconym nowym gatunkom koleni z wód u wybrzeży Portugalii opublikowanym w czasopiśmie Proceedings of the Zoological Society of London. Gatunkiem typowym jest (oznaczenie monotypowe) S. ringens.

### Etymologia
- Scymnodon: gr. σκυμνος skumnos ‘młode, lwiątko’ także ‘antyczna nazwa jakiegoś rekina’[5]; οδους odous, οδοντος odontos ‘ząb’[6].
- Proscymnodon: gr. προ pro ‘blisko, w pobliżu’[7]; rodzaj Scymnodon Barbosa du Bocage & de Brito Capello, 1864. Gatunek typowy (oryginalne oznaczenie): Centrophorus plunketi Waite, 1910 (= Scymnodon macracanthus (Regan, 1906)).

### Podział systematyczny
Do rodzaju należą następujące gatunki: 
- Scymnodon ichiharai Yano & Tanaka, 1984
- Scymnodon macracanthus (Regan, 1906)
- Scymnodon ringens Barbosa du Bocage & de Brito Capello, 1864